# دوري غيانا لكرة القدم
دوري غيانا لكرة القدم هو الدوري الوطني لكرة القدم في غيانا.